# Francisco de la Torre Prados
Francisco de la Torre Prados (ur. 19 grudnia 1942 w Maladze) – hiszpański polityk, od 2000 alkad Malagi.